# Peoples Gas Building
El Peoples Gas Building en 122 South Michigan Avenue en la esquina de Adams Street en el área comunitaria Loop de Chicago, Illinois (Estados Unidos). El edificio de oficinas de 21 pisos y 81 m fue construido entre 1910 y 1911 y fue diseñado por D.H. Burnham & Company. El edificio fue agregado al Registro Nacional de Lugares Históricos en 1984, y también es una propiedad que contribuye al Distrito Histórico Michigan Boulevard de Chicago.

## Descripción e historia
El vestíbulo tiene acabados en caoba de las Indias Orientales, bronce macizo, suelos y revestimientos de mármol blanco. El piso de la entrada está cubierto con mármol extraído de la cantera de donde se extrajo el del Partenón, y el resto provino de otros puntos de Grecia.
El exterior del edificio presenta a su vez fachadas muy reconocibles y ornamentadas. El pedestal de cuatro pisos de granito rosa contrasta con la estructura de terracota y con las 18 columnas que recubren la base.